# Stockholms hospital för sinnessjuka församling

Stockholms hospital för sinnessjuka församling var en församling vid Konradsberg i nuvarande Stockholms stift i nuvarande Stockholms kommun. Församlingen uppgick 1889 i Kungsholms församling.

## Administrativ historik
Församlingen bildades 1867 genom en utbrytning 1861 ur Danviks hospital och Sicklaö församling och uppgick 1889 i Kungsholms församling.